# Інформаційні технології
Інформаційна технологія (ІТ) — це сукупність пов'язаних між собою галузей інформаційно-комунікаційних технологій (ІКТ), які охоплюють комп'ютерні системи, програмне забезпечення, мови програмування, обробку та зберігання даних та інформації. Інформаційні технології — це застосування інформатики та комп'ютерної інженерії.
Цей термін зазвичай використовується як синонім комп'ютерів і комп'ютерних мереж, але він також охоплює інші технології розповсюдження інформації, такі як телебачення та телефони. З інформаційними технологіями в економіці пов'язано кілька продуктів або послуг, зокрема комп'ютерне обладнання, програмне забезпечення, електроніка, напівпровідники, Інтернет, телекомунікаційне обладнання та електронна комерція. 
Система інформаційних технологій (ІТ-система) — це інформаційна система, система зв'язку або, кажучи, комп'ютерна система — включаючи все апаратне, програмне та периферійне обладнання, що експлуатується обмеженою групою ІТ-користувачів, а ІТ-проєкт зазвичай стосується введення в експлуатацію та впровадження ІТ-системи. ІТ-системи відіграють важливу роль у сприянні ефективному управлінню даними, удосконаленні комунікаційних мереж і підтримці організаційних процесів у різних галузях. Успішні ІТ-проєкти вимагають ретельного планування та постійного обслуговування для забезпечення оптимальної функціональності та відповідності організаційним цілям.
Хоча люди зберігали, отримували, маніпулювали, аналізували та передавали інформацію з моменту появи найбільш ранніх систем писемності, термін інформаційна технологія в його сучасному розумінні вперше з'явився в 1958 році в статті, опублікованій в Harvard Business Review; автори Гарольд Левітт (Harold J. Leavitt) і Томас Л. Віслер (Thomas L. Whisler) зазначили, що «нова технологія ще не має єдиної усталеної назви. Ми будемо називати її інформаційною технологією (ІТ)». Їхнє визначення складається з трьох категорій: методи обробки, застосування статистичних і математичних методів для прийняття рішень і моделювання мислення вищого порядку за допомогою комп'ютерних програм.

## Статус
Інформація — будь-які відомості або дані, які можуть бути збережені на матеріальних носіях або відображені в електронному вигляді.[джерело?]
Інформаційний ресурс — сукупність документів у інформаційних системах, тобто книги, статті, архівах, банках даних тощо.[джерело?]
Інформаційний ресурс має низку характерних особливостей, зокрема, на відміну від інших, матеріальних ресурсів, він практично невичерпний; з розвитком суспільства і зростанням використання знань, обсяги інформаційного ресурсу зростають.
З поняттям інформаційного ресурсу пов'язане поняття інформаційної технології.
Технологія — система взаємозв'язаних способів опрацювання матеріалів та прийомів виготовлення продукції у виробничому процесі.[джерело?]
Інформаційна технологія‘‘‘ — цілеспрямована організована сукупність інформаційних процесів з використанням засобів обчислювальної техніки, що забезпечують високу швидкість обробки даних, швидкий пошук інформації, розосередження даних, доступ до джерел інформації незалежно від місця їх розташування.[джерело?]
Під інформаційними технологіями розуміється переробка інформації на базі комп'ютерних обчислювальних систем.
У наш час людство переживає науково-технічну революцію, матеріальною основою якої служить електронно-обчислювальна техніка. На базі цієї техніки з'являється новий вид технологій — інформаційні. До них належать процеси, де «вихідним матеріалом» і «продукцією» є інформація. Зрозуміло, що інформація, яка переробляється, зв'язана з визначеними матеріальними носіями, отже, ці процеси включають також переробку речовини і переробку енергії. Але останнє не має істотного значення для інформаційних технологій. Головну роль тут грає інформація, а не її носій. Як виробничі, так і інформаційні технології виникають не спонтанно, а в результаті технологізації того чи іншого соціального процесу, тобто цілеспрямованого активного впливу людини на ту чи іншу область виробництва і перетворення її на базі машинної техніки.

## Основні напрямки
Інформаційна технологія — цілеспрямована організована сукупність інформаційних процесів з використанням засобів обчислювальної техніки, що забезпечують високу швидкість обробки даних, швидкий пошук інформації, розосередження даних, доступ до джерел інформації незалежно від місця їх розташування.[джерело?]
Інформаційна технологія — це сукупність методів, виробничих процесів та програмно-технічних засобів, об'єднаних у технологічний ланцюжок, що забезпечує виконання інформаційних процесів з метою підвищення їхньої надійності та оперативності і зниження трудомісткості ходу використання інформаційного ресурсу.[джерело?]
Інформаційні технології — сукупність методів, виробничих і програмно-технологічних засобів, об'єднаних у технологічний ланцюжок, що забезпечує збирання, зберігання, обробку, висновок і поширення інформації. Інформаційні технології призначені для зниження трудомісткості процесів використання інформаційних ресурсів.[джерело?]
Інформаційна технологія — це сукупність методів, засобів, прийомів, що забезпечують пошук, збирання, зберігання, опрацювання, подання, передавання інформації між людьми. У вузькому значенні «інформаційні технології» — це сукупність методів засобів, прийомів пошуку, зберігання, опрацювання, подання і передавання графічної, текстової, цифрової, аудіо і відеоінформації на основі електронних засобів комп'ютерної техніки і зв'язку.

## Історія виникнення

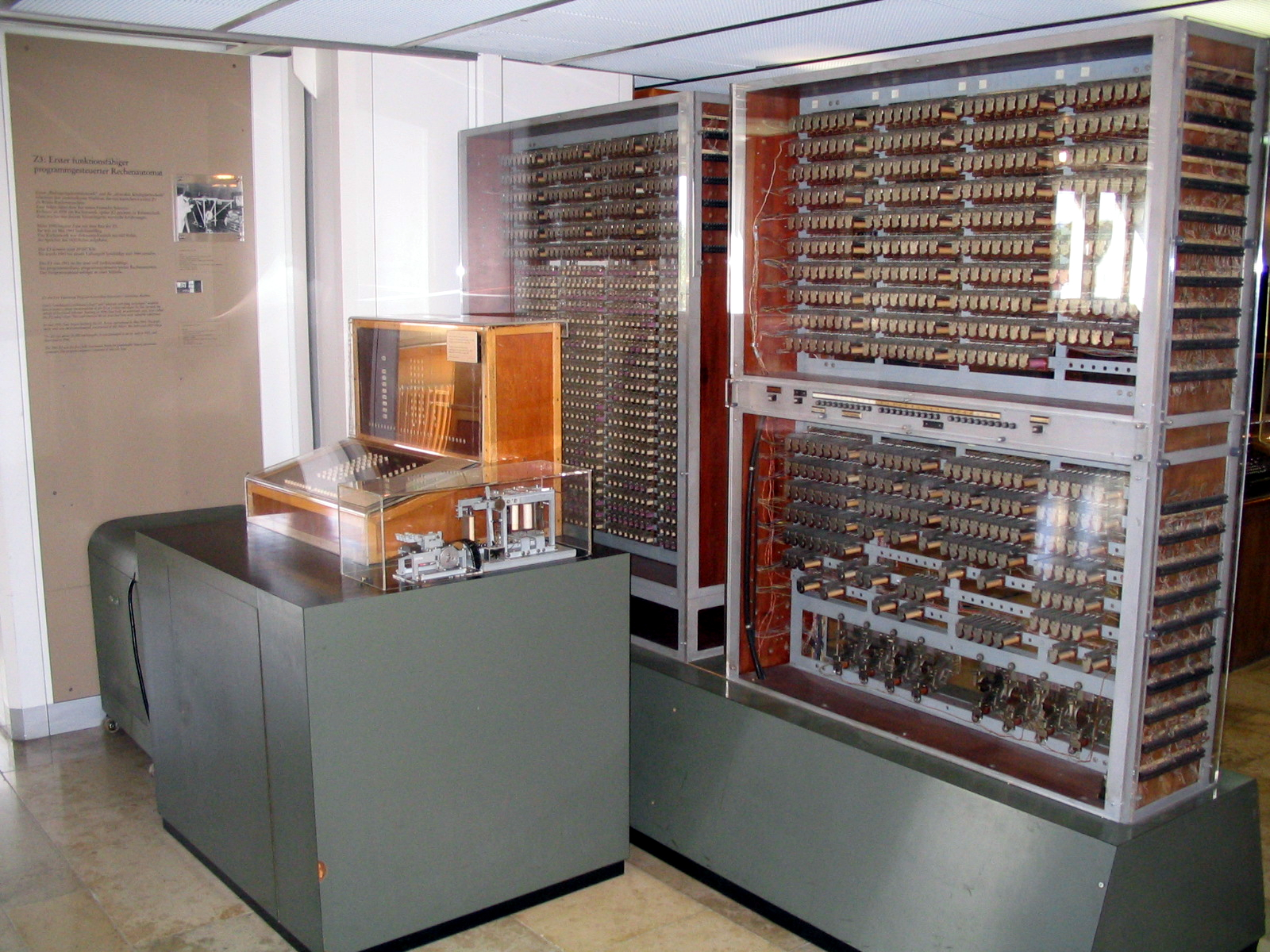
Репліка Zuse Z3 на виставці в Німецькому музеї в Мюнхені. Zuse Z3 є першим програмованим комп'ютером.

Початок розвитку — з 1960-х років XX століття, разом з появою і розвитком перших інформаційних систем.
Інвестиції в інфраструктуру та сервіси Інтернету викликали бурхливе зростання галузі ІТ наприкінці 1990-х років XX століття.
Основоположником ІТ в Україні й у колишньому Радянському Союзі став В. М. Глушков, засновник всесвітньовідомого Інституту кібернетики НАН України, що носить зараз його ім'я.
Початком процесу формування інформатики, як наукової дисципліни, що вивчає загальні властивості інформації та інформаційних процесів, а також методи і засоби їх забезпечення, вважають 1895 p., коли в Брюсселі було створено Міжнародний бібліографічний інститут. Після Другої світової війни бурхливо розвивалася кібернетика як загальна наука про управління і зв'язок у різних системах: штучних, біологічних, соціальних. Народження кібернетики прийнято пов'язувати з опублікуванням (1948 р.) американським математиком Норбертом Вінером відомої книги «Кибернетика или управление и связь в животном и машине». У цій праці висвітлено шляхи створення загальної теорії управління і закладено основи методів розглядання проблем управління та зв'язку для різних систем з єдиної точки зору. Розвиваючись одночасно з розвитком електронно-обчислювальних машин. Кібернетика згодом ставала загальнішою наукою — наукою про перетворення інформації. Під інформацією у кібернетиці розуміють будь-яку сукупність сигналів, впливів або відомостей, які деяка система сприймає від навколишнього середовища (вхідна інформація), видає у навколишнє середовище (вихідна інформація), а також зберігає у собі (внутрішня, внутрішньосистемна інформація).

## Види сучасних інформаційних технологій
- Інформаційна технологія опрацювання
- Інформаційна технологія керування
- Інформаційна технологія підтримки прийняття рішень
- Інформаційна технологія експертних систем

Інформаційні технології мають такі властивості:
- високий ступінь розчленованості процесу на стадії, що відкриває нові можливості для його раціоналізації і перекладу на виконання за допомогою машин. Це — найважливіша характеристика машинного технологічного процесу;
- системна повнота (цілісність) процесу, що повинний включати весь набір елементів, що забезпечують необхідну завершеність дій людини при досягненні поставленої мети;
- регулярність процесу й однозначність його фаз, що дозволяють застосовувати середні величини при їхній характеристиці, і, отже, що допускають їхню стандартизацію й уніфікацію. У результаті з'являється можливість обліку, планування, диспетчеризації інформаційних процесів.

#### Класифікація
| Класифікація ІТ                               | Класифікація ІТ                  | Класифікація ІТ             | Класифікація ІТ                | Класифікація ІТ              | Класифікація ІТ              |
| За способом реалізації в ІС                   | За способом реалізації в ІС      | За способом реалізації в ІС | За способом реалізації в ІС    | За способом реалізації в ІС  | За способом реалізації в ІС  |
| --------------------------------------------- | -------------------------------- | --------------------------- | ------------------------------ | ---------------------------- | ---------------------------- |
| Традиційні                                    | Традиційні                       | Традиційні                  | Нові інформаційні технології   | Нові інформаційні технології | Нові інформаційні технології |
| За ступенем охоплення завдань управління      |                                  |                             |                                |                              |                              |
| Електронна обробка даних                      | Автоматизація функцій управління | Підтримка прийняття рішень  | Електронний офіс               | Експертна підтримка          |                              |
| За класом реалізованих технологічних операцій |                                  |                             |                                |                              |                              |
| Робота з текстовим редактором                 | Робота з табличним процесором    | Робота із СКБД              | Робота із графічними об'єктами | Мультимедійні системи        | Гіпертекстові системи        |
| За типом користувацького інтерфейсу           |                                  |                             |                                |                              |                              |
| Пакетні                                       | Пакетні                          | Діалогові                   | Діалогові                      | Мережні                      | Мережні                      |
| За способом побудови мережі                   |                                  |                             |                                |                              |                              |
| Локальні                                      | Багаторівневі                    | Розподілені                 | Глобальні                      |                              |                              |
| За предметними областями обслуговування       |                                  |                             |                                |                              |                              |
| Бухгалтерський облік                          | Банківська діяльність            | Податкова діяльність        | Страхова діяльність            | Інші                         |                              |

## Інструментарій
Інструментарій інформаційної технології — один або декілька взаємопов'язаних програмних продуктів для певного комп'ютера, технологія роботи, за допомогою яких користувач досягає поставленої мети[джерело?].
Інструментарієм можуть слугувати такі поширені види програмних продуктів для персонального комп'ютера як текстовий процесор (редактор), настільні видавничі системи, електронні таблиці, системи керування базами даних, електронні записні книжки, електронні календарі, інформаційні системи функціонального призначення (фінансові, бухгалтерські, для маркетингу та ін.), експертні системи тощо.

## Використання інформаційних технологій
Зараз інформаційні технології впроваджуються на багатьох підприємствах, організаціях та різних органах влади.
Розроблені концепції впровадження ІТ в наукові заклади, фабрики тощо.
Наприклад, Концепція впровадження інформаційних технологій у законодавчих органах влади передбачає як автоматизацію самого процесу, так і аналізу роботи, налагодження спілкуванням між різними органами влади та населенням.

## Розповсюдження
Україна за рівнем розвитку інформаційних технологій у світі посідає 56 місце (2016; Всесвітній економічний форум у своїй шостій щорічній доповіді). У попередньому рейтингу Україна займала 71 позицію. Єдина конкурентна перевага, яку має Україна в цьому аспекті, це традиційно сильні IT-кадри, тобто в Україні дуже високий рівень підготовки програмістів. Україна є одним зі світових центрів офшорного програмування.
У складеному рейтингу лідирує Данія — завдяки зразковій нормативно-правовій базі і чіткій політиці держави з поширення інформаційних технологій.
Друге місце зайняла Швеція, яка за 2006 рік піднялася на шість позицій, ставши однією з країн із найбільшим ростом ІТ —сектору економіки. Також у першу трійку потрапив Сінгапур. У першу десятку увійшли Фінляндія, Швейцарія, Нідерланди, США, Ісландія, Велика Британія та Норвегія.
США, лідер рейтингу минулого року, опустилися на 7 місце. Росія зайняла лише 70 місце, піднявшись, у порівнянні з торішнім рейтингом, на дві позиції. Найнижчий рівень розвитку інформаційних технологій спостерігається в африканських країнах.
Всього розглядалося понад 122 країни, які оцінювалися за впливом інформаційних і комунікаційних технологій на їхній розвиток і конкурентоздатність.
2009 року KPMG внесла Львів у список 30 міст світу з найбільшим потенціалом розвитку інформаційних технологій.
Станом на січень 2022 року в Україні було 2234 IT-компаній (дані Мінцифри). З них найбільше — у Києві (1533), за ним — Львів (263 офіси) та Харків (197 офісів).

## Економічний аспект
ринковий інформаційний простір (Marketspace) — Ринки, засновані на інформаційних технологіях.

## Соціальний аспект
- Розвиток з використанням ІТ (e-Development) — соціально-економічний розвиток, ґрунтований на масовому використанні ІТ.
- Доместикація нової техніки (англ. Domestication of the new technology, від лат. domesticus — «домашній» («одомашнення», приручення диких тварин)) — інтеграція ІТ в повсякденне життя.

## IT проєкти
Дослідження показують, що ІТ-проєкти в бізнесі та державному управлінні можуть легко набувати значних масштабів. Дослідження, проведене компанією McKinsey у співпраці з Оксфордським університетом, показало, що половині всіх великомасштабних ІТ-проєктів (з початковим кошторисом витрат у 15 мільйонів доларів США або більше) часто не вкладається у початковий бюджет або не завершується вчасно.

## Свята, пов'язані з ІТ
Список свят, пов'язаних з інформаційними технологіями:
1. Міжнародний день програмістів англ. International Programmers Day  — 7 січня
2. День Вікіпедії — 15 січня
3. День української Вікіпедії — 30 січня
4. День очищення комп'ютера англ. Clean Out Your Computer Day — у другий понеділок лютого
5. День безпечнішого Інтернету — у другий[прояснити: ком.] вівторок лютого
6. День спротиву масовому нагляду в Інтернеті — 11 лютого
7. День ENIAC (День створення першого електронного комп'ютера) — 15 лютого
8. День вебмайстра — 4 квітня[відсутнє в джерелі]
9. Міжнародний день секретаря — середа останнього повного тижня квітня[відсутнє в джерелі]
10. Всесвітній день інформаційного суспільства — 17 травня
11. День системного адміністратора — в останню п'ятницю липня
12. День тестувальника — 9 вересня[відсутнє в джерелі]
13. День програміста (в Росії) — 13 вересня, або 12 вересня (у високосний рік)[14]
14. День цифрового суспільства (в Індії) — 17 жовтня[відсутнє в джерелі]
15. Міжнародний день комп'ютерної безпеки — 30 листопада
16. Міжнародний день комп'ютерної грамотності — 2 грудня

## Виноски
1. ↑  Говорячи про ширше застосування терміна «інформаційні технології», Кірі зазначає: «У своєму первісному застосуванні "інформаційні технології" були доречні для опису злиття технологій, що застосовуються у великій галузі зберігання, пошуку, опрацювання та поширення даних. Відтоді цей корисний концептуальний термін було перетворено на те, що, як стверджується, може бути дуже корисним, але без підкріплення у вигляді визначення... термін «ІТ» не має змісту, коли застосовується до назви будь-якої функції, дисципліни або посади".[4]